# Elecciones al Parlamento Europeo de 2009 (Portugal)
En las elecciones al Parlamento Europeo de 2009 en Portugal, celebradas en junio, se escogió a los representantes de dicho país para la séptima legislatura del Parlamento Europeo. El número de escaños asignado a Portugal pasó de 24 a 22.

## Resultados
| Datos de participación | Datos de participación | Datos de participación |
| ---------------------- | ---------------------- | ---------------------- |
| Censo electoral        | 9.660.024              | 100%                   |
| Votantes               | 3.560.442              | 36,8                   |
| Abstención             | 6.099.582              | 63,2                   |
| Válidos                | 3.489.289              | 98,0                   |
| A candidatura          | 3.324.412              | 95,3                   |
| Blancos                | 164.877                | 4,6                    |

| ← Elecciones al Parlamento Europeo de 2009 →       |                 |           |       |         |
| Partido                                            | Cabeza de lista | Votos     | %     | Escaños |
| Partido Social Demócrata (PSD)                     | Paulo Rangel    | 1.131.744 | 31,71 | 8       |
| Partido Socialista (PS)                            | Vital Moreira   | 946.818   | 26,53 | 7       |
| Bloque de Izquierda (BE)                           | Miguel Portas   | 382.667   | 10,72 | 3       |
| Coalición Democrática Unitaria (CDU)               | Ilda Fugueiredo | 379.787   | 10,64 | 2       |
| Centro Democrático Social-Partido Popular (CDS-PP) | Nuno Melo       | 298.423   | 8,36  | 2       |
| Movimiento Esperanza Portugal (MEP)                | Laurinda Alves  | 55.072    | 1,54  | 0       |
| PCTP-MRPP                                          |                 | 42.940    | 1,20  | 0       |
| Movimento y Partido de la Tierra (MPT)             |                 | 24.062    | 0,67  | 0       |
| Movimiento Mérito y Sociedad (MMS)                 |                 | 21.738    | 0,61  | 0       |
| Partido Humanista (PH)                             |                 | 17.139    | 0,48  | 0       |
| Partido Popular Monárquico (PPM)                   |                 | 14.414    | 0,40  | 0       |
| Partido Nacional Renovador (PNR)                   |                 | 13.214    | 0,37  | 0       |
| Partido Obrero de la Unidad Socialista (POUS)      |                 | 5.177     | 0,15  | 0       |